# Середской уезд
Середско́й уе́зд — административно-территориальная единица Иваново-Вознесенской губернии, существовавшая в 1918—1929 годах.
Середской уезд был образован в 1918 году из части Нерехтского уезда Костромской губернии. Первоначально в нём было 20 волостей (Березниковская, Горкинская, Горковская, Дмитриевская, Золотиловская, Игнатовская, Ильино-Введенская, Красинская, Красновская, Кузнецовская, Новинская, Ногинская, Оделевская, Острецовская, Писцовская, Середская, Сорохотская, Широковская, Ширяихская, Яковлевская) и два города — Середа и Плёс.
17 октября 1918 года к уезду была присоединена Семеново-Сарская волость. В сентябре 1919 года Кузнецовская волость была передана в Кинешемский уезд. В 1921 году Березниковская, Дмитриевская, Писцовская, Семёново-Сарская и Сорохотская волости отошли к Иваново-Вознесенскому уезду.
В 1924 году было произведено укрупнение волостей, и их осталось 5: Горкинская, Острецовская, Плёсская, Середская, Яковлевская. 19 апреля 1926 года Горкинская волость отошла к Родниковскому району.
В 1929 году Середской уезд, как и все остальные уезды Иваново-Вознесенской губернии, был упразднён. Его территория отошла к Кинешемскому округу.